# 大田兵事区
大田兵事区（おおたへいじく）は、日本統治時代の朝鮮に設置された大日本帝国陸軍の兵事区の一つ。忠清南道を管轄領域とし、大田陸軍兵事部が置かれ徴兵・召集等兵事事務を所掌した。

## 概要
1943年（昭和18年）、陸軍管区表の改正で朝鮮軍管区の京城師管の下に忠清南道を管轄する大田兵事区が設置された。
大田兵事区を管轄した京城師管は1945年4月1日に京城師管区に改組された。

## 大田陸軍兵事部長
| 代                             | 氏名           | 階級           | 在任期間             | 出典              |
| 大田兵事部部長                 | 大田兵事部部長 | 大田兵事部部長 | 大田兵事部部長       | 大田兵事部部長    |
| ------------------------------ | -------------- | -------------- | -------------------- | ----------------- |
|                                | 小久久         | 歩兵大佐       | 1943.8.2 - 1945.3.31 | [ 2 ] [ 3 ] [ 4 ] |
| 大田兵事部部長・大田地区司令官 |                |                |                      |                   |
|                                | 林眞           | 少将           | 1945.3.31 -          | [ 3 ] [ 4 ] [ 5 ] |